# L'ombra (film 1917)
L'ombra è un film del 1917 diretto da Mario Caserini.
Tratto dall'opera teatrale di Dario Niccodemi rappresentata a Milano nel 1916 al Teatro Manzoni con la Compagnia Giannina Chiantoni, Irma Gramatica ed Ernesto Sabbatini.